# Nguyễn Đăng Chương
Nguyễn Đăng Chương (tên khai sinh là Nguyễn Hoàng Chương, sinh năm 1964) là nhà biên kịch Việt Nam, được tặng Giải thưởng Nhà nước về Văn học Nghệ thuật năm 2017.

## Tiểu sử
Nguyễn Đăng Chương sinh năm 1964, quê gốc Ninh Bình, tốt nghiệp Đại học Sân khấu - Điện ảnh Hà Nội, có học vị tiến sĩ.
Ông được bổ nhiệm chức Cục trưởng Cục Nghệ thuật biểu diễn từ ngày 25 tháng 12 năm 2012. Sau sự cố cấp phép ca khúc, ông được điều động về Văn phòng Bộ Văn hóa Thể Thao Du lịch từ ngày 1 tháng 6 năm 2017 và 6 tháng sau, ông được bổ nhiệm Giám đốc Trung tâm Triển lãm Văn hoá - Nghệ thuật Việt Nam (từ ngày 1 tháng 12 năm 2017).
Ông còn là Phó Chủ tịch Hội Nghệ sĩ Sân khấu Việt Nam.

## Sự nghiệp
Trong sự nghiệp sáng tác kịch bản của mình, Nguyễn Đăng Chương đã có nhiều vở diễn gây tiếng vang, như: "Chuyện tình người mất tích", "Nắng quái chiều hôm", "Tội ác quyền lực", "Vượt qua tâm bão", "Lâu đài cát", "Đường đua trong bóng tối", "Không phải là vụ án", "Gặp lại người đã chết", "Trả giá", "Không gục ngã"...
Nhiều kịch bản của ông được nhiều đơn vị sân khấu chọn dàn dựng. Kịch bản "Không phải là vụ án" có tới 3 đoàn dựng ở 3 loại hình là kịch nói, chèo, dân ca kịch; vở "Gặp lại người đã chết" có chèo, kịch nói; vở "Làm vua" có 5 đoàn dàn dựng; vở "Điều còn lại" có 6 đoàn dàn dựng; vở "Đất liền và biển cả" có 2 đoàn dàn dựng cải lương và chèo... Kịch bản "Chuyện tình người mất tích" của ông có tới 18 đơn vị nghệ thuật dàn dựng.
Ông là tác giả sân khấu Việt Nam duy nhất được Hiệp hội Sân khấu thế giới lựa chọn kịch bản dịch sang tiếng Anh để in và phổ biến trên toàn cầu.
Ông đạt giải tác giả xuất sắc cho nhà biên kịch tại Liên hoan và diễn đàn sân khấu Trung Quốc - ASEAN lần thứ 4 (tháng 9 năm 2016) tại Nam Ninh, tỉnh Quảng Tây, Trung Quốc.
Năm 2017, ông được tặng Giải thưởng Nhà nước về Văn học nghệ thuật cho cụm tác phẩm kịch bản sân khấu: "Một cây làm chẳng nên non"; "Biển và bờ" (hay "Tội ác và quyền lực"); "Đường đua trong bóng tối".

## Tác phẩm chính

### Kịch bản
- "Chuyện tình người mất tích",
- "Nắng quái chiều hôm",
- "Tội ác quyền lực",
- "Vượt qua tâm bão",
- "Lâu đài cát"
- "Đường đua trong bóng tối",
- "Không phải là vụ án",
- "Gặp lại người đã chết"
- "Trả giá"
- "Không gục ngã"...

## Giải thưởng
- Tác giả xuất sắc cho nhà biên kịch tại Liên hoan và diễn đàn sân khấu Trung Quốc - ASEAN lần thứ 4

## Vinh danh
- Giải thưởng Nhà nước về Văn học Nghệ thuật năm 2017